# Tenda Rossa
La Tenda Rossa era la tenda all'interno della quale trovarono rifugio i superstiti del disastro del dirigibile Italia dalla caduta sul pack alle ore 10:33 del 25 maggio 1928, sulla rotta del ritorno a Kingsbay dopo il raggiungimento del Polo nord, sino al momento del loro salvataggio operato il 12 luglio dal rompighiaccio sovietico Krassin.

## La storia
La Tenda Rossa fu progettata dall'ingegnere Felice Trojani, tra le dotazioni di emergenza per i membri dell'equipaggio che si intendeva far scendere dall'aeronave sul Polo nord; della dotazione faceva parte anche la radio Ondina 33, attraverso la quale il marconista Giuseppe Biagi riuscì prima a lanciare l'SOS e poi a guidare i soccorsi verso i superstiti. Il progetto della tenda fu preceduto da un accurato studio di quelle usate nelle precedenti spedizioni polari, e venne realizzata dalla Ditta Ettore Moretti di Milano.
La Tenda Rossa era di tipo a bastone centrale, con una base parallelepipeda di 2,75 x 2,75 m per 1 m di altezza a cui si sovrapponeva una parte piramidale il cui vertice si trovava a due metri e mezzo dal suolo. L'accesso era assicurato attraverso un ingresso circolare di un metro di diametro e chiuso da una manica a vento. Le pareti esterne e il fondo erano in seta grezza, non colorata, mentre le pareti interne erano di seta azzurra; il colore venne scelto come palliativo contro l'oftalmia delle nevi.
La tenda, progettata per accogliere al massimo quattro persone, ne ospitò invece nove (di cui due ferite alle gambe, Umberto Nobile e Natale Cecioni), la mascotte Titina, una parte della radio e gli accumulatori che la alimentavano. Una volta recuperata la tenda tra i materiali sparsi sul pack, venne drizzata da Felice Trojani, mentre Adalberto Mariano e Alfredo Viglieri piantavano i picchetti nel ghiaccio e tendevano i tiranti, caricando i bordi con i viveri recuperati ed altri pesi. Sul fondo vennero disposti i cartoni che contenevano le carte di navigazione e l'unico sacco a pelo superstite che, tagliato e aperto, avrebbe ospitato i due feriti Cecioni e Nobile, con accanto la stufetta catalitica accesa.
Durante il volo, per valutare correttamente l'altezza del dirigibile rispetto al suolo, non erano sufficientemente affidabili gli altimetri disponibili al tempo, ed era quindi utilizzato un sistema più efficiente: dalla cabina del dirigibile venivano lasciate cadere delle fiale di vetro, ripiene di fucsina, misurando il tempo di caduta con uno speciale cronometro, realizzato a Roma da Hausmann, a partire dal lancio sino al momento in cui la fiala, rompendosi, colorava di rosso il pack; le fiale erano inoltre dotate di una lunga fiamma di stoffa rossa, che consentiva comunque di valutare il momento dell'impatto anche nel caso che, cadendo ad esempio sulla neve, la fiala rimanesse integra.
Per rendere più visibile la tenda dall'alto, i superstiti decisero di utilizzare quelle fiale di fucsina, fortunosamente sopravvissute alla caduta, per disegnare sulla tela un reticolo di linee rosse. Una volta stabilite le comunicazioni attraverso la radio, i soccorritori vennero a conoscenza della  colorazione, e i giornalisti coniarono il nome - Tenda Rossa - con cui entrò nella storia. La luce continua e aggressiva dell'estate nordica fece però svanire le delicate aniline in pochissimi giorni, riportando la tenda alla sua livrea originaria, ma il nome resiste sino ad oggi.
La Tenda Rossa, avvistata per la prima volta dal pilota italiano Umberto Maddalena, guidato dalla radio di Biagi, venne recuperata, insieme all'aeroplano di Einar Lundborg e a tutti i materiali del campo, dall'equipaggio del Krasin. Al ritorno in Italia, Umberto Nobile donò la Tenda Rossa al Comune di Milano, finanziatore della spedizione polare, che la destinò al Museo del Castello Sforzesco, oggi Museo nazionale della scienza e della tecnologia Leonardo da Vinci, dove Felice Trojani la montò per l'ultima volta. La Tenda Rossa rimase esposta al pubblico sino alla metà degli anni novanta, quando fu portata nei laboratori del Museo; nel febbraio del 2023, dopo un lungo e delicato restauro, è nuovamente visibile al pubblico.